# 11282 Hanakusa
11282 Hanakusa este un asteroid din centura principală de asteroizi.

## Descriere
11282 Hanakusa este un asteroid din centura principală de asteroizi. A fost descoperit pe 30 octombrie 1989 la Kitami de Kin Endate și Kazuro Watanabe. Asteroidul prezintă o orbită caracterizată de o semiaxă mare de 2,42 ua, o excentricitate de 0,22 și o înclinație de 3,6° în raport cu ecliptica.